# Ydra (1931)
Ydra (gr.: ΒΠ Ύδρα, w literaturze angielskojęzycznej spotyka się także transliterację Hydra) – grecki niszczyciel, w służbie od 1932 roku, jeden z czterech okrętów typu Kountouriotis (Ydra). Zatopiony przez bombowce Luftwaffe 22 kwietnia 1941 roku.
Niszczyciel „Ydra”, wraz z trzema bliźniaczymi okrętami: („Kountouriotis”, „Psara” i „Spetsai”), został zamówiony przez Grecję we włoskiej stoczni Cantieri navali Odero w Sestri Ponente pod Genuą w 1929 roku, według zmodyfikowanego projektu niszczycieli typu Dardo. Okręt został zwodowany 21 października 1931 roku, do służby w królewskiej marynarce Grecji wszedł w listopadzie 1932 roku. Jego nazwa, tradycyjna w greckiej flocie, pochodziła od nazwy wyspy wsławionej w czasie wojny o niepodległość Grecji. Poprzednim okrętem, noszącym tę nazwę, był pancernik obrony wybrzeża wycofany z czynnej służby w 1922 roku.
„Ydra” i bliźniacze okręty były, obok niszczycieli „Vasilefs Georgios” i „Vasilissa Olga”, najnowocześniejszymi okrętami greckiej marynarki wojennej. Po ataku Włoch w 1940 roku niszczyciel aktywnie uczestniczył w odpieraniu agresji. 13 listopada 1940 roku brał udział w wypadzie przeciwko włoskim liniom zaopatrzeniowym w Cieśninie Otranto. Był też wykorzystywany w eskorcie konwojów, patrolach przeciwko okrętom podwodnym i minowaniu wód przybrzeżnych. 28 marca 1941 roku „Ydra” otrzymał zadanie przechwycenia włoskich okrętów, wycofujących się po bitwie koło przylądka Matapan. Podczas tej operacji niszczyciel uratował około 100 włoskich rozbitków z zatopionego krążownika „Pola”.
Po zaatakowaniu Grecji przez wojska niemieckie 5 kwietnia 1941 roku, sytuacja armii i floty greckiej oraz wojsk sprzymierzonych stała się bardzo trudna. Bezwzględna przewaga przeciwnika w lotnictwie spowodowała, że jakiekolwiek operacje morskie były nadmiernie ryzykowne. W związku z bezpośrednim zagrożeniem Aten rząd grecki pojął decyzję o ewakuacji ocalałych jednostek na Kretę, a później na Bliski Wschód. Po uszkodzeniu okrętu flagowego marynarki greckiej, niszczyciela „Vasilefs Georgios” przez samoloty Luftwaffe, 21 kwietnia 1941 roku jego rolę przejął „Ydra”. Jednak następnego dnia w pobliżu wyspy Egina sam został zaatakowany przez zespół bombowców nurkujących Ju 87 Stuka. Bezpośrednie trafienia i wybuchy bomb w pobliżu okrętu spowodowały jego zatonięcie. Zginęło wówczas 41 członków załogi „Ydra”, wraz z dowódcą okrętu, komandorem porucznikiem Teodorosem Pezopoulosem.
Niedaleko miejsca zatopienia niszczyciela, na brzegu wyspy Egina, został odsłonięty pomnik ku czci poległych marynarzy. Obecnie tradycyjną nazwę „Ydra” nosi fregata rakietowa typu MEKO 200HN o numerze burtowym F 452, zbudowana w 1992 roku w stoczni Blohm + Voss w Hamburgu.